# Elzan Bibić
Elzan Bibić (Servisch: Елзан Бибић) (Karajukića Bunari, 8 januari 1999) is een Servische middellange- en langeafstandsloper. Hij is houder van de Servische records op de 1500, 3000 m en 5000 m en won brons op de 3000 m tijdens de Europese indoorkampioenschappen van 2023.

## Biografie
Bibić werd geboren in Karajukića Bunari, een dorp op het Pešterplateau, bekend als het 'Siberië van Servië' vanwege de extreem lage temperaturen. Hij komt uit een sportieve familie: zijn vader Murat was voetballer en zijn moeder Fatima volleybalster. 
Zijn atletiekcarrière begon toevallig toen hij op school werd ontdekt door trainer Rifat Zilkić tijdens een lokale crosswedstrijd.
In 2015 won Bibić goud op de 3000 meter en zilver op de 1500 meter tijdens het Europees Jeugd Olympisch Festival. Een jaar later behaalde hij goud op de 3000 meter bij de Europese kampioenschappen voor U18. In 2018 won hij brons in de juniorenrace bij de Europese kampioenschappen veldlopen.
In september 2020 brak Bibić het 49 jaar oude Servische record op de 5000 meter met een tijd van 13.26,56 tijdens een wedstrijd in Ostrava.
Zijn grootste succes tot nu toe is de bronzen medaille op de 3000 meter tijdens de Europese indoorkampioenschappen van 2023 in Istanbul.

## Persoonlijke records
| Afstand         | Tijd          | Locatie  | Jaar |
| --------------- | ------------- | -------- | ---- |
| 800 m           | 1.50,31       | Ćuprija  | 2021 |
| 1500 m          | 3.34,20 (NR)  | Zagreb   | 2023 |
| 1500 m (indoor) | 3.37,84       | Belgrado | 2022 |
| Mijl (indoor)   | 3.55,90       | Ostrava  | 2023 |
| 3000 m          | 7.37,03 (NR)  | Zagreb   | 2023 |
| 3000 m (indoor) | 7.39,96       | Toruń    | 2022 |
| 5000 m          | 13.24,42 (NR) | Huelva   | 2022 |

## Prestaties
| Jaar | Toernooi                          | Plaats   | Onderdeel | Resultaat |
| ---- | --------------------------------- | -------- | --------- | --------- |
| 2015 | Europees Jeugd Olympisch Festival | Tbilisi  | 3000 m    | Goud      |
| 2015 | Europees Jeugd Olympisch Festival | Tbilisi  | 1500 m    | Zilver    |
| 2016 | EK U18                            | Tbilisi  | 3000 m    | Goud      |
| 2018 | EK veldlopen (junioren)           | Tilburg  | 8000 m    | Brons     |
| 2019 | EK U23                            | Gävle    | 1500 m    | Brons     |
| 2023 | EK indoor                         | Istanbul | 3000 m    | Brons     |